# Philippe Rousseau (helléniste)
Pour les articles homonymes, voir Philippe Rousseau.
Philippe Rousseau, né à Asnières le 30 mai 1942, est un philologue français résidant à Wimbledon[Lequel ?], considéré comme un des plus grands spécialistes d'Homère pour sa lecture « néo-unitarienne » de l'Iliade. 

## Biographie
Philippe Jean Roger Rousseau naît à Asnières le 30 mai 1942, de parents enseignants. De l’automne 1946 à l’été 1949, il passe trois ans dans une colonie sanitaire dirigée par ses parents et installée par le Don Suisse dans un village des bords de la Saône. En 1949, Philippe Rousseau est élève dans l’école communale où enseigne son père à Paris.
Philippe Rousseau fait des études classiques au Lycée Henri-IV, puis est reçu à l'École normale supérieure de Paris.
A la fin des années 1960, Philippe Rousseau fait la connaissance de Jean Bollack, qui l'invite à ses séminaires privés. C'est le début d'une collaboration et d'un dialogue constants qui s'étendra sur plusieurs décennies.
En 1967, Philippe Rousseau doit accomplir son service militaire. Il est incorporé en novembre 1967 comme sous-lieutenant à l’Ecole d’application de l’ABC (arme blindée et cavalerie), à Saumur. Au mois de mars 1968, il est affecté comme chef de peloton dans un régiment de chars lourds de la région parisienne. Au mois de mai 1968, son régiment, parti en manœuvres en Champagne revient en colonne par la route le 30 mai pour parer à la menace d’une guerre civile.
À l’automne 1968, Philippe Rousseau revient suivre le séminaire de Jean Bollack et travaille avec le groupe sur Empédocle et Héraclite. Affecté au lycée Jacques Amyot de Melun, il devient peu de temps après assistant à la faculté des lettres de l'Université de Lille.
Au début des années 1970, il contribue à la création du Centre de Recherche Philologique de Lille, fondé par Jean Bollack. A ce titre, il participe au rayonnement de l'École de Lille. De 1975 à 1983, l’essentiel de son activité est occupé par des responsabilités d'ordre syndical, responsabilités qui vont le mener à la direction nationale du Syndicat national de l'enseignement supérieur. En 1983, Philippe Rousseau retrouve son service d’enseignement. En 1994, il devient Lieutenant-colonel de réserve (de l’Arme blindée-Cavalerie) honoraire.
En 1995, Philippe Rousseau devient directeur du Centre de Recherche Philologique. En décembre 1995, il soutient sa thèse d’Etat intitulée « Destin des héros et dessein de Zeus dans l'intrigue de l'Iliade » à l'Université de Lille, sous la direction de Jean Bollack. Selon Pierre Judet de la Combe, cette réflexion d'ensemble sur l'Iliade constitue une « révolution dans la lecture d’Homère », qualifiée de lecture « néo-unitarienne ». Philippe Rousseau devient professeur des universités en 1996.
De 2000 à 2005, Philippe Rousseau est président de l'Université Lille-III. De 2007 à 2014, il est membre du bureau de la section de Lille 3 du Syndicat national de l'enseignement supérieur.

## Distinctions
- Chevalier de la Légion d'honneur[4]
- Chevalier de l'Ordre des Palmes académiques[1]